# علي بن عيسى آل خليفة
الشيخ علي بن عيسى بن سلمان آل خليفة ، وزير شؤون الديوان الملكي بمملكة البحرين منذ 20 فبراير 2002 وهو الأبن الخامس للأمير الراحل الشيخ عيسى بن سلمان ال خليفة والشيخة حصة بنت سلمان ال خليفة وشقيق الملك حمد بن عيسى ال خليفة ملك مملكة البحرين.

## عن حياته
الشيخ علي بن عيسى هو الأبن الخامس للأمير الراحل الشيخ عيسى بن سلمان ال خليفة والشيخة حصة بنت سلمان ال خليفة وشقيق الملك حمد بن عيسى ال خليفة ملك مملكة البحرين
- في 6 نوفمبر 1995 أصدر الأمير الراحل الشيخ عيسى بن سلمان ال خليفة مرسوماً بتعينه وزيراً لشؤون الديوان الأميري
- في 20 فبراير 2002 تغير مسمى الديوان الأميري إلى الديوان الملكي وأصدر الملك حمد بن عيسى ال خليفة ملك مملكة البحرين أمر ملكي بتعينه وزيراً لشؤون الديوان الملكي

## حياته العائلية
متزوج وله من الأبناء والبنات:
- الشيخ عيسى
- الشيخ خالد - نائب رئيس مجلس أدارة هيئة شؤون الخيل
- الشيخ خليفة - نائب رئيس الأتحاد البحريني لكرة القدم
- الشيخة حصة
- الشيخة مثايل ، توفيت في 18 يوليو 2022